# Abschneppern
Abschneppern, auch englisches Verschieben, Kunstfahren oder Slipfahrt genannt, ist ein Rangierverfahren, bei dem Wagen oder Zugteile während der Fahrt abgekuppelt werden. Nachdem die Lokomotive mit dem vorderen Zugteil eine Weiche überfahren hat, wird diese umgestellt, um den abgekuppelten Wagen oder Zugteil in ein anderes Gleis zu leiten. Dieses Verfahren wurde nach 1900 als gefährlich eingestuft und wird heute nicht mehr angewendet. Es unterscheidet sich von dem ebenfalls nicht mehr gebräuchlichen Verfahren, bei dem Slipwagen nach dem Abkuppeln auf dem Gleis stehen bleiben, auf dem zuvor die Lokomotive oder der Stammzug gefahren ist.

## Verfahren
In einiger Entfernung vor der abzweigenden Weiche verringert die Lokomotive die Geschwindigkeit, so dass der Zug auf die Lokomotive auffährt. Dadurch werden die Kupplungen entlastet, so dass der Rangierer die Kupplungskette ausheben kann. Danach erhöht die Lokomotive wieder ihre Geschwindigkeit, während die abgekuppelten Wagen aufgrund ihrer Massenträgheit etwa mit der Geschwindigkeit weiterrollen, mit der sie abgekuppelt wurden. Der so entstandene Raum zwischen dem Stammzug und dem abgekuppelten Teil wird genutzt, um die Abzweigweiche so umzustellen, dass die abgekuppelten Wagen einen anderen Weg nehmen als der vorausfahrende Zug.

## Anwendung
In Deutschland wird das Abschneppern als unvereinbar mit der Sicherheit des Eisenbahnbetriebs angesehen. Es wurde daher nur für sehr einfache Betriebsverhältnisse in Ausnahmesituationen zugelassen. Es ist davon auszugehen, dass es insbesondere bei Kleinbahnen zur Bedienung von Stumpfgleisen eingesetzt wurde. In Nordamerika wurde das Abschneppern auch im Personenverkehr angewendet, um zu verhindern, dass die Lokomotive bei der Einfahrt in einen Kopfbahnhof von den Wagen eingeschlossen wird.